# Старк, Эдуард Александрович
Эдуард Александрович Старк (псевдоним Зигфрид) (21 июля [2 августа] 1874, Санкт-Петербург — 29 июля 1942, Ленинград) — русский музыкальный критик и искусствовед, автор статей по истории музыкальных произведений, театральных постановок, рецензий на музыкальные спектакли.

## Биография
Внебрачный сын Екатерины Павловны Майковой и Александра Александровича Старка (учёного-энтомолога, в прошлом управляющего поместьями великого князя Константина Николаевича, владельца имения Уч-Дере). Эдуард был воспитан отцом.
Окончил Санкт-Петербургский университет.
Литературно-критическую деятельность начал в 1901 году.
Часто писал под псевдонимом Зигфрид, сотрудничал со многими печатными изданиями: журналами «Театр и искусство», «Обозрение театров», «Ежегодником императорских театров», работал в ряде петербургских газет до 1917. С приходом советской власти работал с не меньшим успехом в советской печати — журналах «Жизнь искусства», «Советское искусство», «Театр и музыка», газетах «Россия», «Петроградский курьер» и др. Писал музыкальные обзоры, рецензии на музыкально-театральные спектакли, критические статьи о творчестве композиторов и исполнителей: о Чайковском, Глинке и его опере «Иван Сусанин», Ф. И. Шаляпине, Ф. И. Стравинском, Л. В. Собинове, И. В. Ершове, А. Больской и многих других.

### Рекомендуемые источники
- Е. К. Геращенко. Жизнь и судьба Эдуарда Старка